# Arvid August Afzelius
Arvid August Afzelius (Falköping, 6 de maio de 1785 – Enköping, 25 de setembro de 1871) foi um botânico sueco.